# Ole Peder Arvesen
Ole Peder Arvesen, född 27 mars 1895 i Fredrikstad, död 23 januari 1991 i Trondheim, var en norsk ingenjör och matematiker. 
Arvesen var professor i deskriptiv geometri vid Norges tekniske høgskole från 1938 till 1965. Han var från 1934 ledamot av Det Kongelige Norske Videnskabers Selskab och var från 1950 till 1966 generalsekreterare för sällskapet. Bland hans verk finns Under Duskens billedbok (1928), Mennesker og matematikere (1940), Glimt av den store karikatur (1941) och självbiografin Men bare om løst og fast (1976). Arvesen publicerade även läroböcker i geometri.
1965 utnämndes han till riddare av första klassen av Sankt Olavs orden.